# أبي بن معاذ بن أنس
أبي بن معاذ بن أنس (المتوفي سنة 4 هـ) صحابي من الأنصار من بني معاوية بن عمرو بم مالك بن النجار من الخزرج. اختُلف في شهوده غزوة بدر، فقال الواقدي أنه شهدها، بينما لم يذكره ابن إسحاق فيمن شهد الغزوة من بني معاوية بن عمرو ولكنه شهد غزوة أحد، وقُتل يوم بئر معونة.